# Jaroslav Zeman (Musiker)
Jaroslav Zeman (* 6. April 1936 in Horní Chvatliny, Tschechoslowakei; † 23. September 2022 in Prag) war ein tschechischer Musiker, Dirigent, Komponist und Arrangeur.

## Leben
Die ersten musikalischen Kenntnisse erlangte Jaroslav Zeman von seinem Vater, der Kapellmeister war. 1954 begann Zeman, die Instrumente Posaune und Bariton an der Militärmusikschule zu studieren. Nach Abschluss des Studiums wurde er Musiker in den Militärkapellen in Prag und Písek. Von 1968 weg studierte er am Staatskonservatorium in Prag das Fach Dirigieren. Im Anschluss war Jaroslav Zeman bis 1975 Kapellmeister der Militärmusik Písek. Es folgten Chefstellen beim Großen Blasorchester der tschechoslowakischen Armee sowie von 1976 bis 1989 bei der Standortmusik Prag. Von 1989 bis zu seinem Ausscheiden aus dem Militärdienst im Jahre 1993 war Zeman Direktor des Militärkonservatoriums in Roudnice nad Labem. Bekannt wurde Jaroslav Zeman im süddeutschen Raum aber auch durch  Gastspiele als Dirigent und künstlerischer Leiter des großen Amateurblasorchesters der Tschechischen Post- und Telekommunikation aus Kolín. Die ersten seiner insgesamt 45 Kompositionen und ca. 200 Arrangements für Blasorchester schrieb er  1954. Die bekanntesten Werke von Jaroslav Zeman sind der Galopp Wirbelsturm sowie die Polka Prager Gassen.

## Werke (Auszug)
- La Corona
- Feuerwehr-Polka
- Jubilejní polka (Jäger-Polka)
- Prager Gassen
- Promenadní polka (Promenaden Polka)
- Wirbelsturm
- Der Joker (Polka)